# Diemtigen
Diemtigen är en ort och kommun i distriktet Frutigen-Niedersimmental i kantonen Bern, Schweiz. Kommunen har 2 279 invånare (2023).
Kommunen består av byarna Oey, Diemtigen, Bächlen, Horboden, Riedern, Entschwil, Zwischenflüh och Schwenden.